# Икарус С-49
Икарус С-49Ц је један од првих борбених авиона произведених у Југославији након Другог светског рата. С-49Ц је наследник модела С-49А и производила га је фабрика авиона Икарус.

## Развој
После резолуције Информбироа 1948. године и дипломатског разлаза са Совјетским Савезом, Југославија је била приморана да се ослони на домаћу војну индустрију. Конструктори Коста Сивчев, Слободан Зрнић и Светозар Поповић, искористили су већ постојећу техничку документацију авиона Рогожарски ИК-3, коју је инж. Слободан Зрнић сачувао на тавану своје куће током рата. На пројекту ИК-3 су радили пре рата инжењери Љубомир Илић, Коста Сивчев и Слободан Зрнић. Пројект ловца који је имао радни назив ИК-3 II из којег је касније развијен Икарус S-49А. У суштини то је била реконструкција авиона ИК-З са уграђеним совјетским мотором Климов и совјетским наоружањем и реконструкцијом поклопца кабине и горњег дела репног дела трупа. Пројект је био завршен за непуна три месеца и без икаквих аеродинамичких провера пуштен у серијску производњу. Многи су због капљастог поклопца кабине и сличности на први поглед, тврдили да је нови авион копија Јак-3 авиона, међутим то није била истина то је био у ствари ИК-З који је пројектован знатно пре Јак-а. Додуше авион је био са јаковим мотором и наоружањем. Према неким изворима назив S-49 авион је добио према почетним словима конструктора Сивчев-Слободан-Светозар (Света) а број 49 према години пројектовања 1949. година. Додатно слово у називу (A, B, C, D и E) је додељивано према типу кога је одређивао пре свега мотор. Први прототип С-49А је полетео у jуну 1949. док су први оперативни примерци испоручени Ратном ваздухопловству почетком 1950. године.
С-49А је био мешовите конструкције, са моторима совјетске производње Климов VK-105PF-2 и совјетским наоружањем. Избор на мешовиту конструкцију авиона је пао не само због тога што је на располагању стајала техничка документација авиона ИК-3 него и због тога што тада у Југославији није постојала домаћа производња алуминијума. Совјетски мотори, наоружање и опрема авиона су постали недоступни после 1948. године. Због тога је одлучено да се произведе нова варијанта авиона са француским моторима типа Hispano-Suiza HS-127 Z-17. Због већег и тежег мотора, конструкција новог авиона је морала бити изграђена у потпуности од метала и са приметно дужим носем. Наоружање је промењено у односу на Икарус С-49А, и састојало се од једног немачког топа MG-151, калибра 20 mm и два митраљеза енгл. Colt Browning калибра 12,7 mm. Као додатак испод сваког крила су додати подвесни носачи за две бомбе тежине по 50 kg или по две невођене ракете типа HVAR тако да је овај авион ушао у класу ловаца-бомбардера.
Почетком 1952. године, нови авион Икарус С-49Ц је испоручен јединицама Југословенског ратног ваздухопловства. У току педесетих година произведено је 45 авиона Икарус С-49А и 112 примерака авиона Икарус С-49Ц, који су остали у оперативној употреби до 1961. У производњи овог авиона је учествовао као финалиста Икарус из Земуна и Соко из Мостара као коперант.

## Варијанте
- S-49A - авион мешовите конструкције (метал-дрво) са мотором Климов VK-105PF-2 снаге 1300 KS произведено 45 авиона.
- S-49B - варијанта авиона S-49A са мотором Daimler-Benz DB-605A снаге 1475 KS произведен један примерак овог авиона.
- S-49C - авион металне конструкције са мотором Hispano Suiza 12Z-17 снаге 1500 KS произведено 112 авиона у две серије.
- S-49D - идејни пројект авиона са америчким мотором Allison (америчка производња Rolls Royce Merlin)
- S-49E - идејни пројект авиона са мотором Rolls Royce Merlin

## Корисници
- ФНРЈ

Икарус S-49A - 45 авиона у употреби (1949–1957)
- 117-ти ловачи пук (1950–1953)
- 204-ти ловачи пук (1950–1953)
- 107-ти ловачи пук (1953–1957)
- тренажна ескадрила 44-те ваздухопловне дивизије (1953–1954)

Икарус S-49C - 112 авиона у употреби (1952–1961)
- 116-ти ловачи пук (1952–1960)
- 185-ти ловачи пук (1953–1956)
- 40-ти ловачи пук (1955–1959)
- 109-ти ловачи пук (1956–1960)
- 88-ти ловачи пук (1957–1959)
- тренажна ескадрила 39-те ваздухопловне дивизије (1953–1959)

## Наоружање
Авиони S-49A и S-49C су се међусобно разликовали по наоружању па се стога наводе наоружање за оба ова авиона.

### S-49A
- 1 x топ ШВАК калибра 20
- 2 х митраљеза УБС калибра 12,7

### S-49C
- 1 x топ MG 151 калибра 20 mm са 100 граната
- 2 х митраљеза Colt Browning калибра 12,7 mm са 140 метака по митраљезу
- 4 бомбе по 50 kg или 4 ракете HVAR x калибра 127

## Музејски примерци
Постоје два сачувана примерка авиона Икарус S-49. Они се налазе у Музеју ваздухопловства у Београду на аеродрому "Никола Тесла". Један је Икарус S-49А а други Икарус S-49С. Први се налази у депоу музеја (евиденциони број 2319, фабрички број 0301118) и чека рестаурацију да би био изложен у поставци музеја.
Други авион S-49С се налази у сталној изложбеној поставци овог музеја а његов животни пут изгладао је овако: изложени авион (евиденциони број 2400, фабрички број 50) је једини сачувани примерак варијанте С. У састав РВ увршћен је 2. јула 1953. и до расходовања служио је у 185. пуку у Љубљани и Пули, потом у 40. ловачком пуку и најзад у 116. пуку у Скопљу. Потом, је био изложен у Техничком музеју у Загребу, да би 1981. био размењен за један F-47D Тандерболт и тако постао део збирке ваздухопловног музеја.